# Incendios forestales en Ecuador de 2024
Los incendios forestales en Ecuador de 2024 son un conjunto de incendios iniciados en 2024, con un pico en agosto y septiembre, principalmente en las provincias provincias de Loja, Azuay, Pichincha, Carchi, Imbabura y Guayas. Se atribuyen a la sequía que sufre el país debido a la escasez de lluvias que han llevado al racionamiento energético en a nivel nacional. Además, aproximadamente el 99 % han sido provocados por la actividad humana relacionada con actividades agrícolas y cambios de uso de suelo, a lo que se suman los actos de piromanía y negligencia relacionados con incidentes graves.

## Incidentes
Los incendios han causado la activación de más de 20 Comités de Operaciones de Emergencia (COE) a nivel cantonal y provincial, 19 COE cantonales, 4 COE provinciales y se activó el COE Nacional desde el 19 de septiembre hasta el 26; así como la movilización de brigadas especializadas para combatir las llamas.

### Incendios forestales en Pichincha
La provincia del Pichincha ha sufrido más de 800 incendios forestales en lo que va de 2024, con más de 3100 hectáreas afectadas, cuyas principales repercusiones se localizaron a nivel de la capital del país. Además, se procesaron cuatro personas por actos de intencionalidad .

#### Incendios forestales en Quito
En Quito se concentraron la mayoría de incendios forestales de septiembre, con el más fuerte registrado en la tarde y noche del 24 de septiembre de 2024, en el sector de Guápulo. Este es un siniestro de gran magnitud que generó una respuesta inmediata de las autoridades locales y nacionales. El fuego afectó varias áreas de la zona, lo que obligó a la evacuación preventiva de 14 viviendas para proteger a los residentes. La avenida Simón Bolívar, una de las principales vías de la ciudad, fue cerrada completamente para facilitar el acceso de los equipos de emergencia y evitar riesgos para los ciudadanos.
El presidente Daniel Noboa, quien se encontraba en el extranjero en una gira oficial, ordenó el despliegue de las Fuerzas Armadas para apoyar en las tareas de extinción. Helicópteros y equipos especializados fueron movilizados, aunque su uso dependía de la seguridad para los pilotos, debido a las condiciones peligrosas en la zona. Por su parte, el Municipio de Quito suspendió la atención presencial en sus oficinas, pero mantuvo activos los canales virtuales para que los ciudadanos pudieran realizar trámites sin afectar las operaciones de emergencia. El ministro de Agricultura, Danilo Palacios, reportó la muerte de 13000 animales debido a los incendios forestales y la sequía, lo que agravó la situación para los agricultores. Además, cultivos como hortalizas y café sufrieron graves daños, afectando la producción alimentaria del país.

### Incendios forestales en Azuay
La provincia de Azuay resultó afectada con cerca de 4500 hectáreas quemadas en 378 incidentes.Uno de ellos tuvo lugar en el Parque nacional El Cajas, que, durante 22 días, arrasó con 11 mil hectáreas y con consecuencias de cientos de animales muertos, incluyendo aves, insectos y mamíferos dispersadores de semillas; y daños en la vegetación que podría tardar entre 30 y 50 años en desarrollarse.

### Incendios forestales en Loja
La provincia de Loja sufrió la afectación cercana a 14600 hectáreas de cobertura vegetal.

### Incendios forestales en Guayas
La provincia de Guayas sufrió 346 incidentes.

### Sucumbíos y Orellana
Las provincias de Sucumbíos y Orellana son las únicas en las que no se han registrado incendios forestales.

### Otros incendios forestales
En Azogues, un incendio forestal ocurrido en el sector de la mina de lastre de Zhirincay, movilizó al Cuerpo de Bomberos de Azogues, dirigido por el Primer Jefe Jairo Araujo. Las llamas avanzaron rápidamente debido a las condiciones climáticas adversas y la vegetación seca de la zona, lo que generó preocupación entre los residentes locales. Las condiciones del terreno y el clima dificultaron las labores, aunque no se reportaron víctimas en el momento.